# Brygge-Bladet
Brygge-Bladet var den første avis, der blev udgivet lokalt på Islands Brygge. Avisen blev lukket ned i 1980'erne og skal ikke forveksles med den nuværende lokalavis af samme navn, Bryggebladet, som udkom med start i foråret 1993.
Lokalavisen udkom første gang i 1915 under navnet Islands Brygges Adresse- og Familieblad med A. Nielsen som redaktør og var i de første to årtier fortrinvist et annonceblad. Lokalavisen skiftede senere navn til Bryggens Nyheder, blev en gratisavis og fik i 1926 et oplag på 4.000 eksemplarer. I 1930'erne blev der foretaget endnu et navneskift til Brygge-Bladet og der kom samtidig flere lokale nyheder i avisen. Inden avisen blev lukket ned hed den Bryggebladet.
| Anime eller manga | Spire Denne artikel om medie og kommunikation er en spire som bør udbygges. Du er velkommen til at hjælpe Wikipedia ved at udvide den. |